# Tuleta, Texas
Tuleta, Texas (енгл. Tuleta) насељено је место без административног статуса у америчкој савезној држави Тексас.

## Демографија
По попису из 2010. године број становника је 288, што је 4 (-1,4%) становника мање него 2000. године.
| Група             | 2000.       | 2010.       |
| Белци             | 174 (59,6%) | 169 (58,7%) |
| Афроамериканци    | 2 (0,7%)    | 0 (0,0%)    |
| Азијати           | 0 (0,0%)    | 1 (0,3%)    |
| Хиспаноамериканци | 116 (39,7%) | 112 (38,9%) |
| Укупно            | 292         | 288         |